# Nathaniel Parker (personaggio)
Nathaniel Parker è un personaggio di fantasia nato dalla penna dello scrittore statunitense Rex Stout, che compare nelle opere della serie di Nero Wolfe.
Parker è l'unico avvocato di cui Wolfe si fidi ed interviene in numerosi romanzi della serie per liberare 
Wolfe o Goodwin dalle maglie della legge in cui sono incappati nel corso delle indagini. Il quale Parker, che era alto quasi due metri e non aveva praticamente niente a proteggerli le ossa dalle intemperie se non una pelle dall'aria coriacea
.